# Gerd Kostmann
Gerd Kostmann (* 2. Juli 1941 in Stettin) war beim SC Empor bzw. F.C. Hansa Rostock Fußballspieler in der DDR-Oberliga.

## Sportliche Laufbahn
Der später etatmäßige Stürmer erlernte das Fußballspielen in der damals im Nordosten der DDR gelegenen Hafenstadt Wolgast bei der Betriebssportgemeinschaft Motor der Wolgaster Peenewerft. 22-jährig stieg er 1963 zusammen mit seinem Bruder Günter in die zweitklassige DDR-Liga auf. Vor der Saison 1963/64 setzte ihn der SC Empor Rostock, Vorläufer des F.C. Hansa, in drei Spielen der Intertotorunde ein, danach kehrte Kostmann jedoch wieder zur BSG Motor Wolgast zurück und bestritt dort 23 der 30 Punktspiele in der DDR-Liga. Die Wolgaster konnten jedoch die Klasse nicht halten und so kam es im Sommer 1964 doch zum endgültigen Wechsel zum Rostocker Oberligaklub. Bereits im Juli bestritt er wieder vier Intertotospiele, anschließend wurde er von Beginn an als Mittelstürmer in der Oberligasaison 1964/65 eingesetzt. Im Spieljahr 1966/67 wurde Kostmann Torschützenkönig der Rostocker Bezirksliga, wo er für die 2. Mannschaft der Hanseaten auflief. In der Saison 1967/68 und 1968/69 war er Torschützenkönig in der DDR-Oberliga. Die meisten Tore erzielte er dabei mit dem Kopf; daher auch der Spitzname „Goldköpfchen“. Bis zum Ende der Saison 1970/71 schoss er 43 Tore in 89 Spielen für die Hanseaten.
Im Anschluss an seine letzte Oberliga-Saison setzte der gelernte Maschinenbauingenieur seine Fußballkarriere in der zweitklassigen Liga fort, unter anderem bei der BSG Schiffahrt und Hafen Rostock und erneut bei der BSG Motor Wolgast, und arbeitete danach jahrelang im Rostocker Seehafen. Später trainierte er mehrere Nachwuchsteams und stieg später als Koordinator für den Amateur- und Nachwuchsbereich beim F.C. Hansa ein. Diese Tätigkeit beendete er am 1. August 2005 und ging in Pension.

## Erfolge
- 1968: DDR-Vizemeister
- 1968: Torschützenkönig in der DDR-Oberliga
- 1969: Torschützenkönig in der DDR-Oberliga

## Privates
Seit 1964 ist Kostmann mit seiner Frau Helene verheiratet und ist Vater von zwei Söhnen, von denen Marco Kostmann in die Fußstapfen seines Vaters getreten ist und u. a. beim 1. FC Saarbrücken und beim Hamburger SV im Tor stand.